# Dilldapp

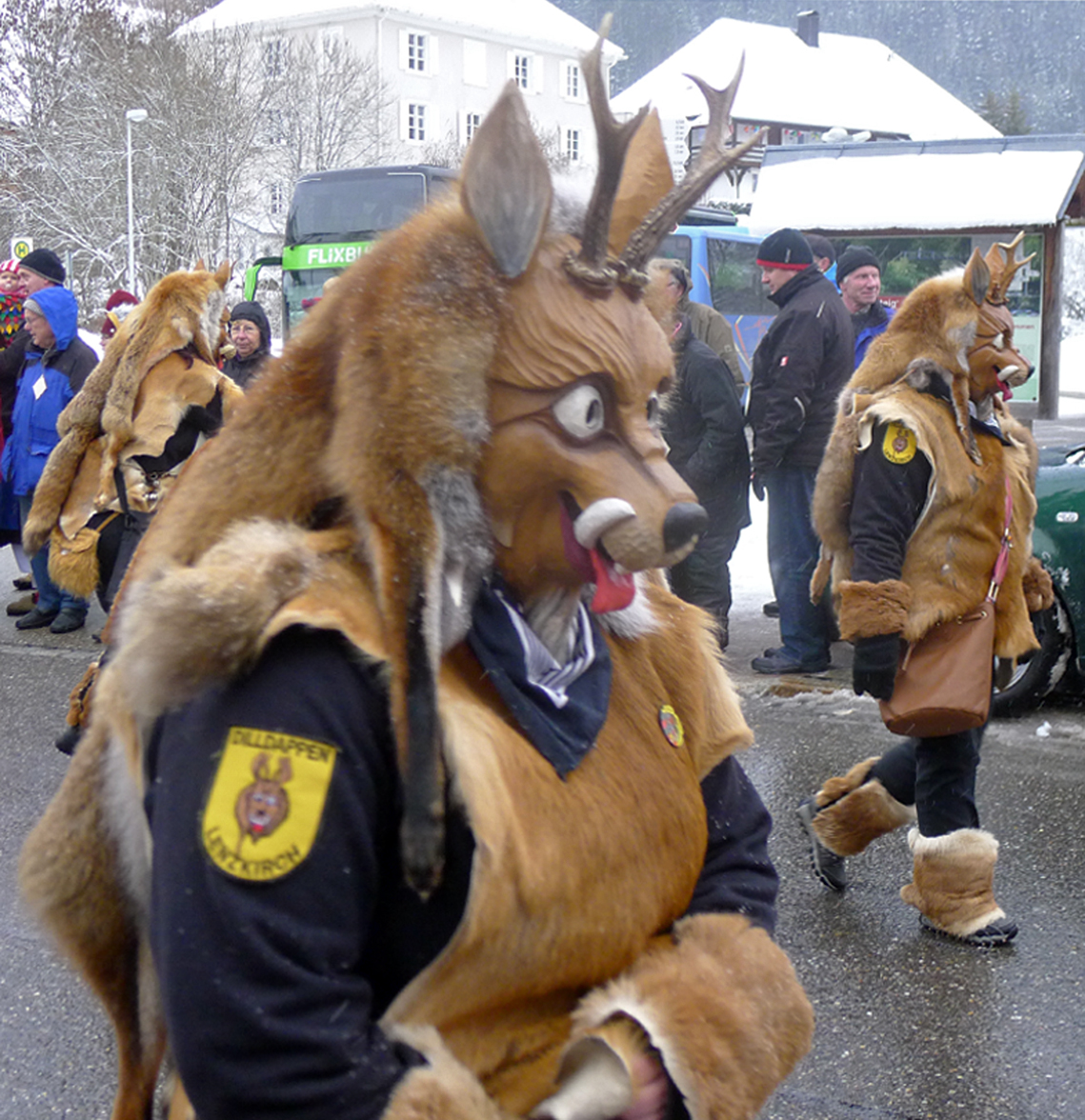
Dilldapp traje da Floresta Negra

Dilldapp na língua alemã regional é uma designação utilizada especialmente na espaço geográfico do Hunsrück, para descrever uma pessoa tida como tola, apatetada, e boba.
No Riograndenser Hunsrückisch, o dialeto alemão mais difundido no sul do Brasil, utilizam-se variações do termo como Dappes, Tapes, Tapps, Tabbs, sempre com conotação negativa, no  pejorativo. Estudos etimológicos até hoje não conseguiram determinar a origem precisa desta palavra; mas deve haver alguma conexão com o rio Dill que corta a região central de Hesse.
Dada a sua caracterização popular, no decorrer da história a entidade folclórica do Dilldapp passou a fazer o papel principal em certas histórias infantis e contos de fadas (por exemplo nas de Clemens Brentano), comparar com Hans im Glück).
Dilldapp também é uma criatura fantástica, uma quimera que emerge freqüentemente em histórias tidas como típicas de caçadores nestas mesmas regiões do sul e sudoeste da Alemanha. A dita quimera é sempre um tipo de um cruzamento incomum entre uma doninha, alguma ave (asas), um roedor como o serelepe, um hamster', um coelho (dentes), e um corço ou um veado (galhada).
Há também uma criatura parecida ao Dilldapp que no folclore de regiões vizinhas se manifesta com o nome de Wolpertinger (Crisensus bavaricus). Como é típico de lendas e contos, inexplicavelmente, diz-se haver também uma clara diferença entre um Bergtilltappe, ou seja encontrado pelos montes ou montanhas, um Wüstentilltappe ou desértico, um Stadttilltappe que é um bicho urbano, e um Meerestilltappe, sendo este último um Dilldappe marítimo.
De acordo com as lendas os Dilldappes (ou os Dilldappe no idioma português; sendo que o plural no alemão é "Dilldappen") são extremamente furtivos e difíceis de serem encontrados; diz-se que eles se alimentam principalmente de batatas, chamadas de Duffeln (de Kartoffeln), no falar regional; sendo que eles habitam primariamente os altiplanos de Gladenbach Superior (Gladenbacher Bergland), região na qual está localizada a cidade de Gladenbach.
O "Dilldapp" germânico possui uma entidade análoga no folclore da Península Ibérica, que se manifesta como o "gambozino" das serras e matas no imaginário supersticioso de Portugal.